# 徐鹏 (1926年)
徐鹏（1926年8月—2012年6月24日），江苏南汇人，中国古典文献学研究家，复旦大学中文系教授、原系主任，复旦大学图书馆原馆长。第六、七、八届全国人大代表。

## 生平
1956年毕业于上海复旦大学中文系，留系任教。历任助教、副教授、系副主任、教授、系主任、全国大学语文教学研究会副会长、复旦大学图书馆馆长等职。著有《中国历代文学作品选》（1962年），并校点《陈子昂集》（1960年）、《旧唐书》（1975年）、《五代会要》（1978年）、《于湖居士文集》（1980年）等。是民盟上海市委副主委（1984年－1997年），民盟第六、七届中央常委（1988年－1997年），第六、七、八届全国人大代表（1987年－1998年）。在人大会议上对高等教育现状、学术风气等问题做出了提案。
2012年6月24日0时25分在上海市第一人民医院逝世，享年86岁。

## 著作
- 徐鹏. . 新注古代文学名家集. 北京: 人民文学出版社. 1989. ISBN 9787020007264.
- 张孝祥（著）; 徐鹏（校点）. . 中国古典文学丛书. 上海古籍出版社. 2009. ISBN 9787532554027.
- 陈子昂（著）; 徐鹏（校点）. . 中国古典文学丛书. 上海古籍出版社. 2013. ISBN 9787532571017.